# Бёрьесон, Магнус
Магнус Бёрьесон (швед. Magnus Börjeson, имя при рождении Ян Магнус Бёрьессон, швед. Jan Magnus Börjesson, род. 27 августа 1967 года в Лунде, Швеция) — шведский музыкант, мультиинструменталист, главным образом бас-гитарист, композитор, продюсер, инженер звукозаписи и киноактёр. Известен как участник поп-группы Roxette с 2007 года, а также благодаря совместным выступлениям с Пером Гессле с того же времени. Сольная карьера и сотрудничество с другими музыкантами в стиле поп, поп-рок, альтернативная музыка, инди-поп, электронная музыка.
Бёрьесон сыграл главную роль в короткометражном фильме «Музыка для одной квартиры и шести барабанщиков» (2001) (реж. Юханнес Шерне Нильссон и Ула Симонссон), который был представлен в конкурсной программе международного Каннского кинофестиваля (2001).

## Биография
Бёрьесон родился и вырос в городе Лунд в лене (провинции) Сконе на юге Швеции.
Бёрьесон учился в Лундском университете, где в 1990-х начал свою музыкальную карьеру в поп-группе Beagle. Позже группа поменяла название на Favorita. В 2001 году Бёрьесон в составе группы со старым названием, Beagle, дал концерт в Лос-Анджелесе.
В этом же году вышел фильм «Музыка для одной квартиры и шести барабанщиков» (2001), в котором Бёрьесон сыграл главную роль. Фильм был представлен в конкурсной программе Каннского кинофестиваля.
Бёрьесон впервые начал сотрудничать с Пером Гессле и его группой весной 2003 года, когда музыканты столкнулись с проблемой при сведении и микшировании альбома «Mazarin» (2003) — тогда продюсер Кристофер Лундквист пригласил Бёрьесона, который помог в решении технических проблем.
В 2006 году Бёрьесон гастролировал вместе со шведской группой The Cardigans.
В 2007 году принял участие в записи сольного альбома Пера Гессле «En händig man» (2007), а также последовавшего за ним гастрольного тура «En händig man på turné 2007». С этого времени Бёрьесон принимал участие в работе над всеми сольными проектами Пера Гессле, кроме двойного альбома «En vacker natt» / «En vacker dag» (2017). Эти два альбома записывались одновременно в Нашвилле, Теннесси, и Бёрьесон стал единственным музыкантом группы Гессле, который не смог поехать в США, так как ему не выдали рабочую визу.
В 2010—2012 годах Бёрьесон принял участие в мировом туре Roxette в качестве бас-гитариста. Кроме того, он гастролировал с группой и в 2014—2015 годах. Бёрьесон гастролировал и с другими артистами, среди которых Крис Бейли (1956—2022).
Бёрьесон снялся в фильме «Звуки шума» (2010), который получил несколько наград на международных кинофестивалях, в том числе в Каннах, Варшаве, Любеке и Техасе.
Бёрьесон неоднократно сотрудничал со шведской певицей Хеленой Юсефссон. Так, в 9 июля 2016 года музыканты выступили вместе на 11-м ежегодном фестивале «Goodnight Sun». Жанр, в котором выступали артисты, они сами охарактеризовали как «Chanson Electronique» (электро-шансон). В 2018 году музыканты работали вместе над созданием сольного альбома Юсефссон «Beauty, Love, Anything» (2019). В марте 2019 они дали совместный концерт в театре «Виктория» в Мальмё (швед. Victoriateatern) по случаю релиза пластинки.
В 2019 году Бёрьесон и клавишник Roxette Кларенс Эверман записали совместный мини-альбом «Wasserturm» под псевдонимом Loli Kuhn. В альбом вошли три инструментальные композиции.
В 2022 году вышел дебютный альбом PG Roxette «Pop-Up Dynamo!», на котором Бёрьесон наряду с Пером Гессле и Кларенсом Эверманом выступил в качестве главного продюсера. Сотрудничество музыкантов продолжилось и в 2023 году, когда вышел мини-альбом «Incognito EP».
В апреле 2023 года Бёрьесон вновь объединился с Хеленой Юсефссон на сцене «Victoriateatern» на совместном сольном концерте.

## Личная жизнь
Магнус Бёрьесон женат с 1999 года. В настоящее время проживает в Мальмё, Швеция.
- Жена — Элен Мённик Бёрьесон (швед. Hélène Mönnich Börjeson), род. 21 февраля 1967 года.
  - Дочь — Фрида Бёрьесон (швед. Frida Mönnich Börjeson), род. 25 октября 1998 года.
  - Сын — Хуго Бёрьесон (швед. Hugo Börjeson), род. 25 января 2001 года. Музыкант, продюсер. Осенью 2021 году выпустил сингл «Du är den». В декабре 2023 года выпустил сольный сингл «Think We Deserved Something More».

## Работа в кино

### Как актёр
| Год  |   | Русское название                               | Оригинальное название                    | Роль    |
| ---- | - | ---------------------------------------------- | ---------------------------------------- | ------- |
| 2001 | ф | Музыка для одной квартиры и шести барабанщиков | Music for one apartment and six drummers | ударник |
| 2010 | ф | Звуки шума                                     | Sound of Noise                           | Магнус  |

### Как композитор для кино
- 2006 — «Женщина у граммофона» (швед. Kvinna vid grammofon)[15] — короткометражный фильм
- 2006 — «Хип-гип — Рождественское Евангелие Ицхака» (швед. Hipp hipp — Itzhaks julevangelium)[16] — мини-телесериал
- 2008 — «Морган Полсон — репортер международной панорамы» (швед. Morgan Pålsson — Världsreporter)[17]
- 2024 — м/ф «Малютка Лабан» — песня «Lilla Spöket Laban, Bu!»[18][19]

### Как композитор для театра
- 2023 — «Carpe diem» (реж. Ola Simonsson, Jonas Svensson, Sara Ekman)[20] — музыкальная постановка
- 2023 — «Небосвод» (швед. Himlavalvet) (реж. Люси Кирквуд[англ.])[21] — пьеса

## Галерея

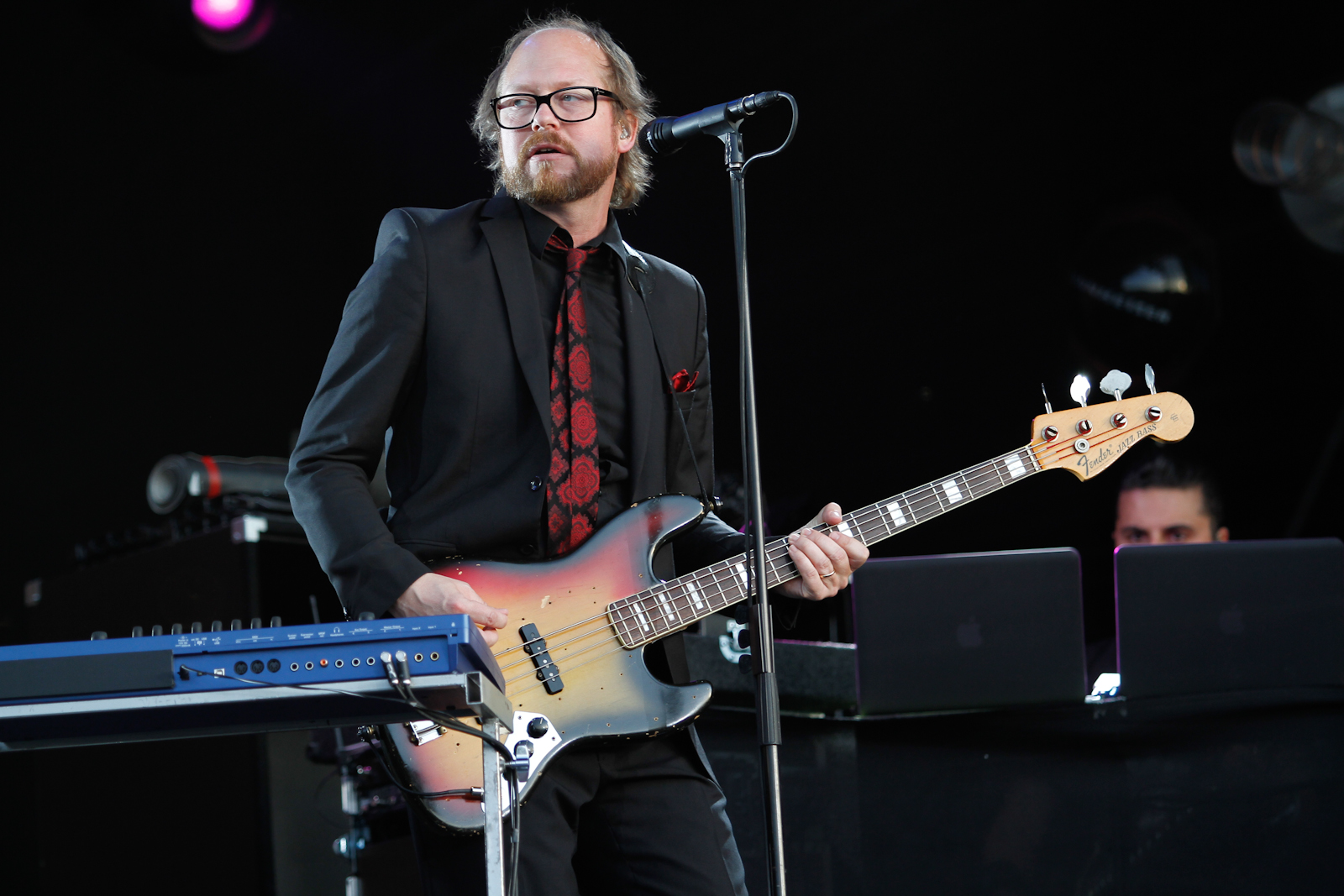
Июль 2011 года в Нидерландах
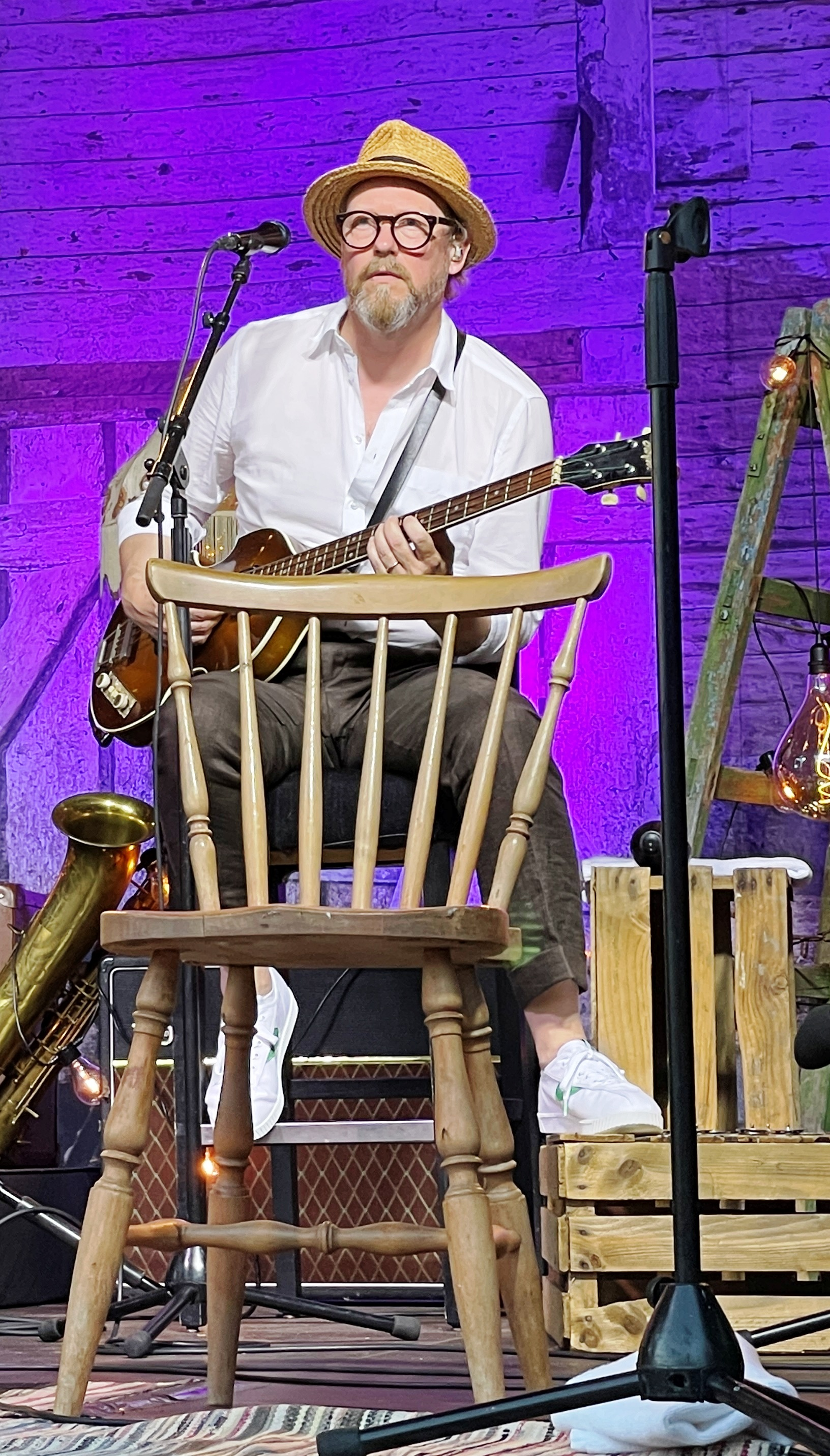
Июль 2021 года во время Per Gessle Unplugged